# Stellan Brynell
Stellan Brynell est un joueur d'échecs suédois né le 28 septembre 1962.
Au 1er avril 2021, Stellan Brynell est le 27e joueur suédois avec un classement Elo de 2 419 points.

## Biographie et carrière
Champion de Suède en 1991 et 2005, Stellan Brynell a représenté la Suède lors de cinq olympiades (en 1992 et de 1998 à 2004) de six championnats d'Europe par équipes de 1989 à 2011.
Stellan Brynell finit deuxième de la Rilton Cup en 1994. Il remporta les tournois de :
- Gausdal (Skei Masters) 1995 avec 7 points sur 9 devant Rausis, Gausel, Tisdall et Westerinen[4] ;
- Hafnarfjörður 1997 (tournoi Guðmundur Arason) ;
- le championnat open de Norvège 2005 à Oslo (ex æquo avec Kveinys)[5] ;
- l'open de Scandinavie à Lund en 2008[6] ;
- Copenhague 2009 (Chess Challenge) en 2009[7].